# デビッド・ワインバーガー
デビッド・ワインバーガー(David Weinberger)は、クルートレイン宣言の共著者として最もよく知られている1950年生まれのアメリカ人の技術者、専門的な講演者、解説者である。クルートレイン宣言は､もともとウェブサイトに掲載されていたもので、後に｢インターネット・マーケティングの入門書｣と呼ばれる本になった｡ワインバーガーの研究は、インターネットによって人間関係、コミュニケーション、知識、社会はどのように変化しているかといったことに焦点を当てている。 
彼は､哲学者としてトロント大学で博士号を取得し、1980~1986年に大学で教鞭をとった｡1976~1983年には漫画「Inside Woody Allen」のギャグライターであった｡後に数社のハイテク企業でマーケティング・コンサルタントおよび役員を務め、現在はハーバード大学ロースクールのバークマン･センターのフェローとして、ジョン・ポールフリーと共に「The Web Difference」というクラスを担当している。また、ハーバード･ロー･スクールにあるハーバード・ライブラリー・イノベーション・ラボの共同ディレクターでもある。2004年のハワード・ディーン大統領選ではインターネット・アドバイザーの肩書きを持ち、2008年のジョン・エドワーズ大統領選では技術政策に関する助言を行った。 
彼はいくつかの本を執筆している｡
- The Cluetrain Manifesto,[6]
- Small Pieces Loosely Joined: A Unified Theory of the Web,[7]
- Everything is Miscellaneous: The Power of the New Digital Disorder[8]
- Too Big to Know: Rethinking Knowledge Now That the Facts Aren't the Facts, Experts Are Everywhere, and the Smartest Person in the Room Is the Room.[9](2012)

## その他の作品
- World of Ends, What the Internet Is and How to Stop Mistaking It for Something Else (Doc Searlsと共に)